# Billy Casper
Pour les articles homonymes, voir Casper.
William Earl Casper dit Billy Casper, né le 24 juin 1931 à San Diego (Californie) et mort le 7 février 2015 à Springville (Utah), est un golfeur professionnel américain qui a été l'un des plus prolifiques vainqueurs sur le circuit du PGA Tour du milieu des années 1950 jusqu'au milieu des années 1970.

## Biographie

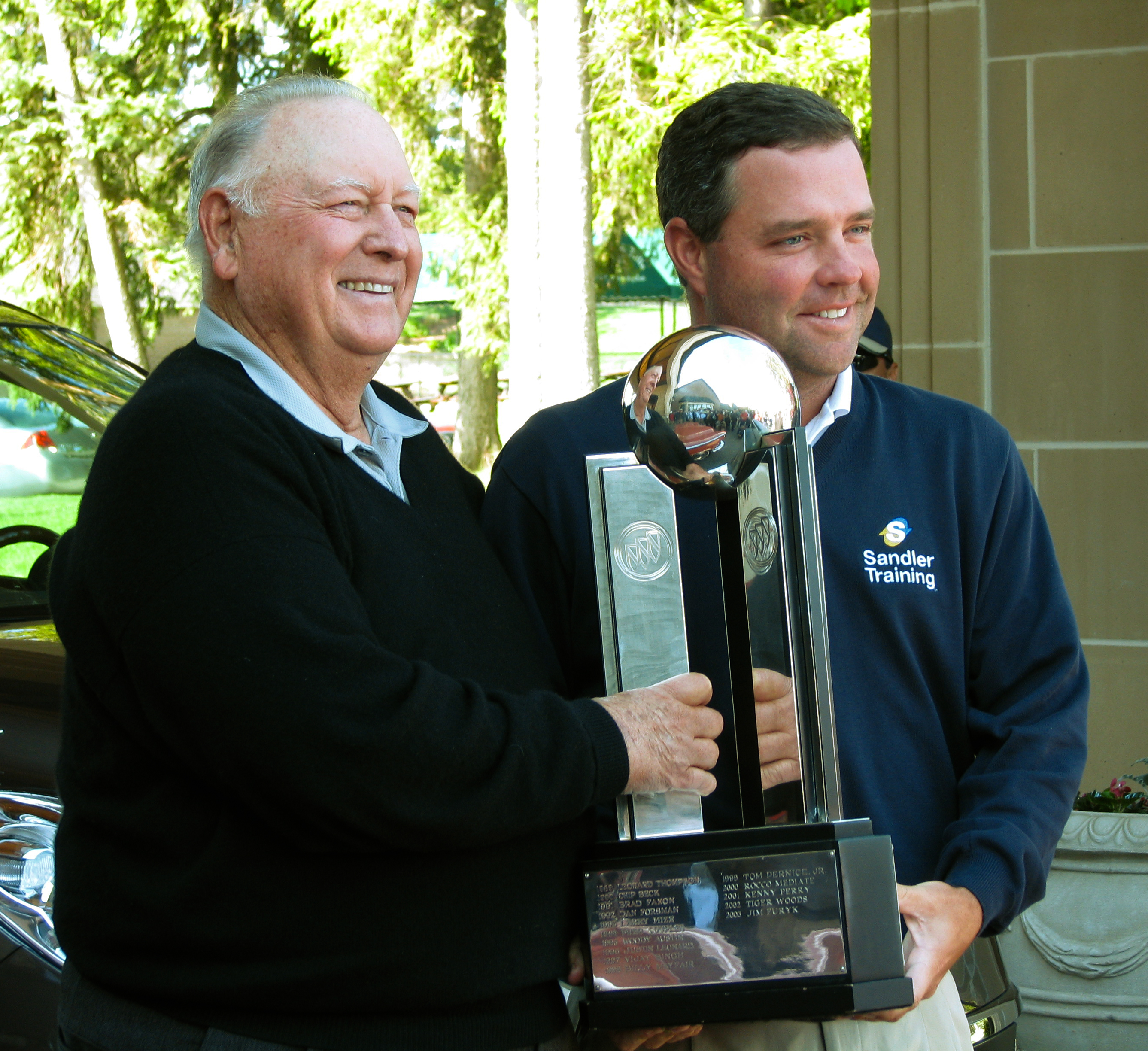
Billy Casper et Brian Bateman.

## Palmarès en tournois majeurs
| Année | Tournoi            | position après trois tours | Score final          | Marge de victoire | Deuxième      |
| ----- | ------------------ | -------------------------- | -------------------- | ----------------- | ------------- |
| 1959  | U.S. Open          | 3 coups d'avances          | −2 (71-68-69-74=282) | 1 coup            | Bob Rosburg   |
| 1966  | U.S. Open (2)      | 3 coups de retard          | −2 (69-68-73-68=278) | Playoff 1         | Arnold Palmer |
| 1970  | Masters Tournament | 1 coup de retard           | −9 (72-68-68-71=279) | Playoff 2         | Gene Littler  |

1 Bat Palmer sur un playoff de 18 trous : Casper 69 (−1), Palmer 73 (+3).

2 Bat Littler sur un playoff de 18 trous: Casper 69 (−3), Littler 74 (+2).